# Rütli

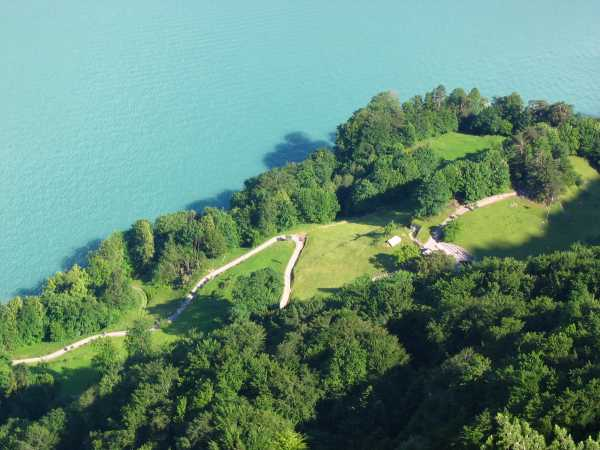
A pradaria do Rütli vista de Seelisberg

O Rütli (também Grütli em francês) é uma pradaria que faz parte dos mitos fundadores da Suíça. Ela se situa nas margens do Lago dos Quatro Cantões, na comuna de Seelisberg, no Cantão de Uri. Segundo a lenda, o Rütli é o local onde os primeiros confederados se reuniram quando da conjuração contra os opressores austríacos, o Juramento do Rütli. Na imaginação popular, essa aliança se confunde com o Pacto Federal de 1291, que, este sim, é histórico.
Apesar de a conjuração dos três suíços Walter Fürst, Arnold de Melchtal e Werner Stauffacher ser um mito, os habitantes da Suíça primitiva se reuniram diversas vezes no Rütli ao longo de sua história. Desde o início do século XVIII, o Rütli serve a reuniões patrióticas suíças. Um dos mais importantes acontecimentos históricos ocorreu em 25 de julho de 1940, quando o general Guisan reuniu os oficiais do exército para conclamar à resistência nacional diante das forças do Eixo.
Uma festa é organizada anualmente em 1 de agosto, data da festa nacional suíça. Desde 2000, a festa é regularmente perturbada por militantes de extrema-direita.